# Tokko
Il Tokko è un fiume della Russia siberiana orientale, affluente di sinistra della Čara (bacino idrografico della Lena). Scorre nell'Olëkminskij ulus della Sacha (Jacuzia).

## Descrizione
Il fiume ha origine dalla cresta dell'Udokan e scorre lungo l'altopiano Olëkmo-Čarsko (Олёкмо-Чарское плоскогорье). Sfocia nella Čara ad una distanza di 73 chilometri dalla sua foce. La lunghezza del fiume è di 446 km, l'area del suo bacino è di 23 100 km². Il fiume gela ad ottobre e rimane coperto di ghiaccio fino a maggio. 
Il Tokko è navigabile per un percorso di 131 km dalla foce al villaggio di Tjanja.